# Egga
El eggah (en árabe, عجة البيض ʻaggat el-bayḍ) es un plato a base de huevo en la cocina árabe que es similar a una frittata. También se conoce como tortilla árabe. El Eggah es comúnmente sazonado con especias como canela, comino, semillas u hojas de cilantro, cúrcuma, pasas, piñones, nuez moscada y hierbas frescas. Generalmente es espeso, comúnmente se rellena con verduras y, a veces, carne y se cocina hasta que esté completamente firme. Por lo general, tiene forma de círculo y se sirve cortado en rectángulos o cuñas, a veces calientes y otras frías. El Eggah se puede servir como aperitivo, plato principal o guarnición.
Las variaciones del eggah pueden incluir rellenos tales como; Calabacín, cebolla, tomate, espinacas, pan, alcachofa, pollo y puerro.
Hay un plato similar en Indonesia llamado martabak, que consiste en crear una piel de huevo (o algunas veces una masa delgada) para cocinarla desde dentro; También se sirve con una salsa para mojar. Eggah también es similar a una frittata, tortilla española, kuku persa o una tortilla de estilo francés.